# Gigi Warny

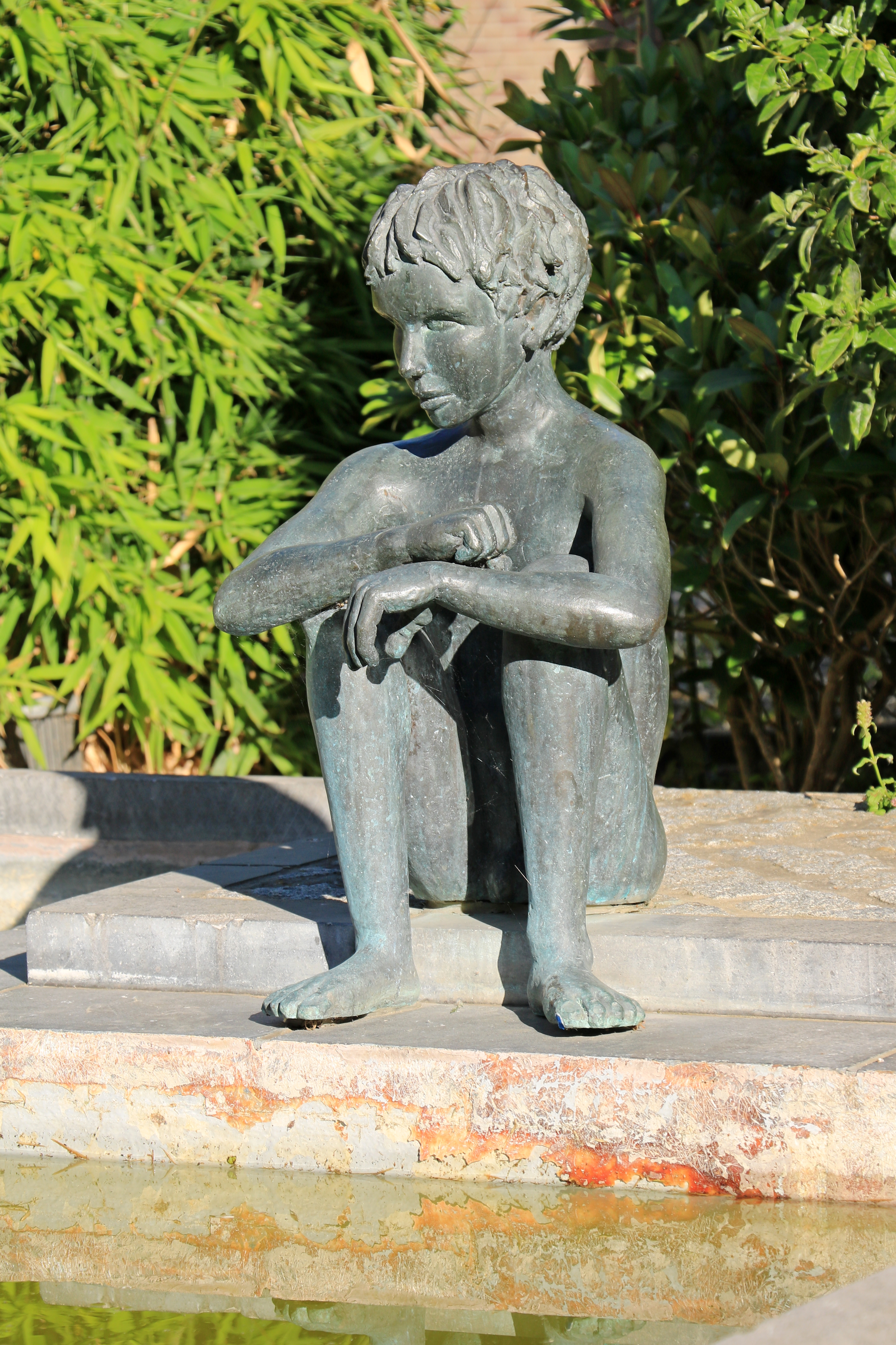
Reverie d'eau (2001)

Geneviève (Gigy) Warny (Brugge, 1956) is een  Belgisch beeldhouwer.

## Leven en werk
Warny behaalde haar licentiaat in de psychologie aan de Université catholique de Louvain, ze koos echter voor een carrière als beeldhouwster. Ze volgde enkele lessen aan de Antwerpse Academie, maar is als kunstenaar grotendeels autodidact. In 1981 vestigde Warny haar atelier in Louvain-la-Neuve. Ze maakt figuratieve beelden, waarin de mens centraal staat.

## Enkele werken
- 1982 Les Atitudes, zes beelden voor het conservatorium in Doornik.
- 1984 Léon en Valérie (fontein), bij de Halles Universitaires de Louvain-la-Neuve.
- 1988 Les Vis T'chapias, Ottignies.
- 1995 La main au diploma, in de voorgevel van de Halles Universitaires de Louvain-la-Neuve.
- 1998 L'arbre de justice, Paleis van Justitie, Marche-en-Famenne.
- 1999 L’autostoppeur of Augustin de lifter, in 2002 geplaatst bij het busstation aan de Boulevard de Wallonie in Louvain-la-Neuve.
- 2000 Arianne, boulevard René Branquart in Lessen.
- 2001 Reverie d'eau (fontein), bij het Blocry-zwembad in Louvain-la-Neuve.
- 2001 Suspensions, Hôtel Le XIXème siècle, Montreal (Canada).
- 2005 La poursuite Palazzo communale, Soave (Italië).
- 2009 La gate d'or, Place communale, Sivry-Rance.
- 2017 Dit unieke moment dat geen gisteren had, gedenkteken voor Georges Lemaître, op de Place des Sciences in Louvain-la-Neuve.

## Fotogalerij

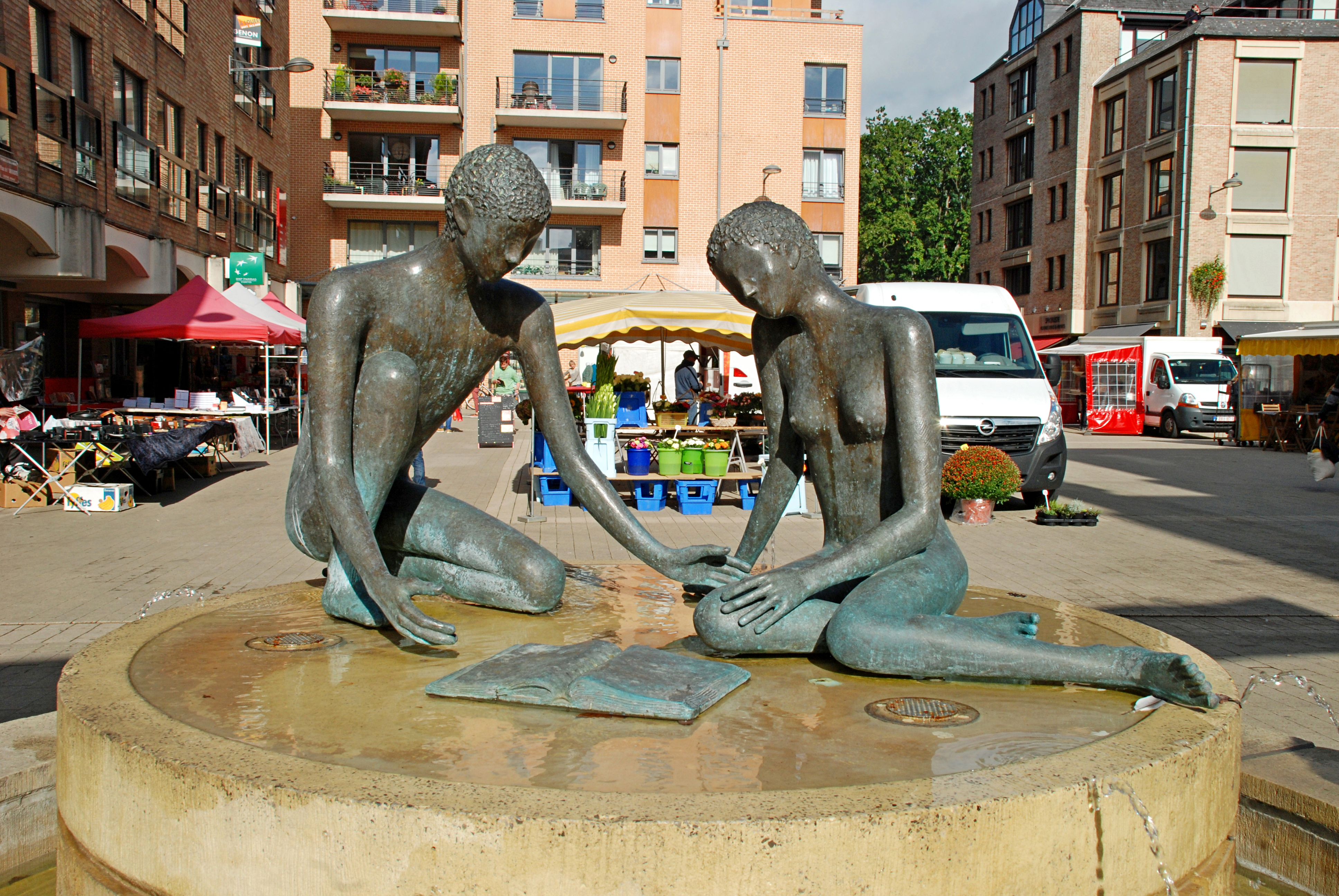
Léon en Valérie (1984)
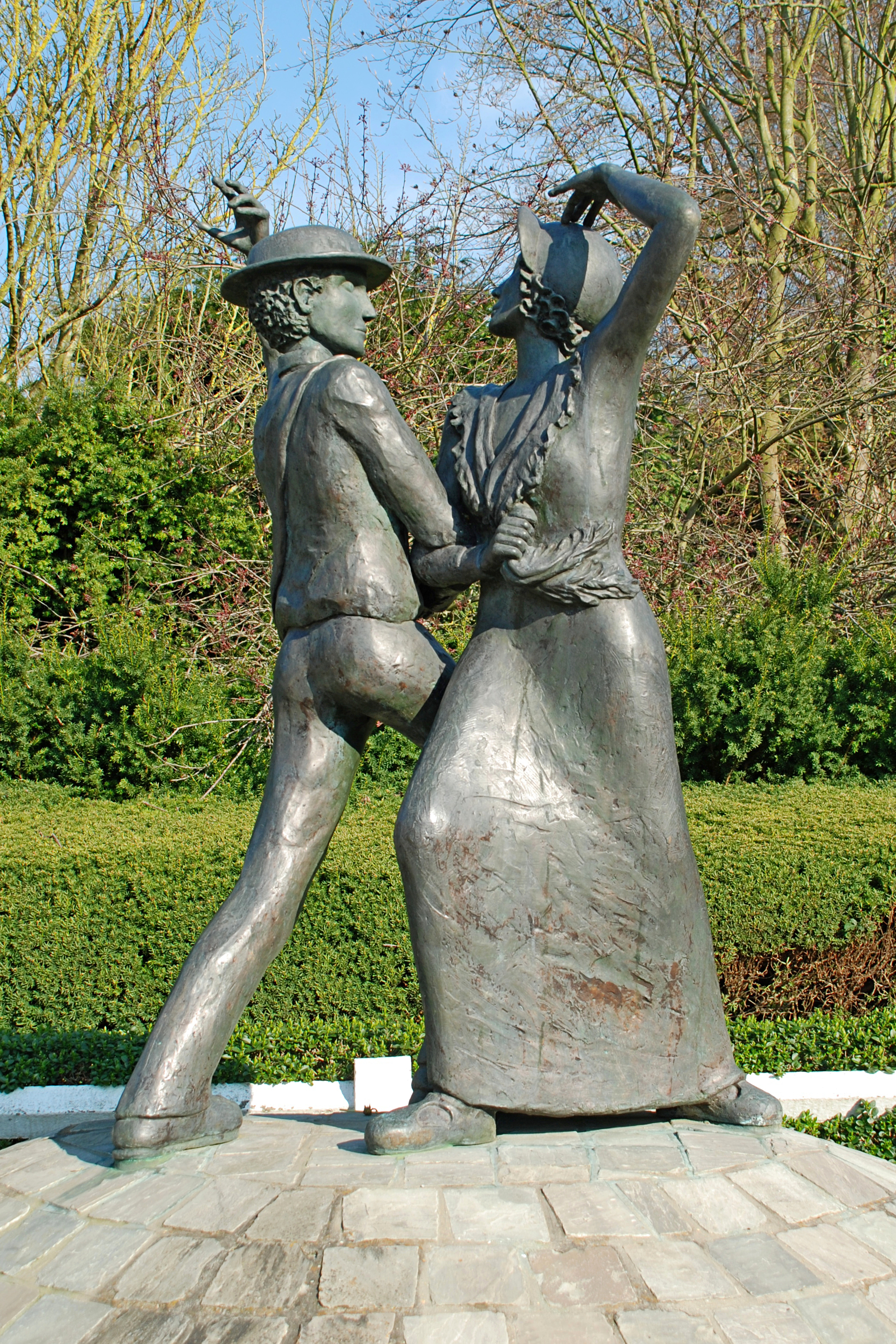
Vis T'chapias (1988)
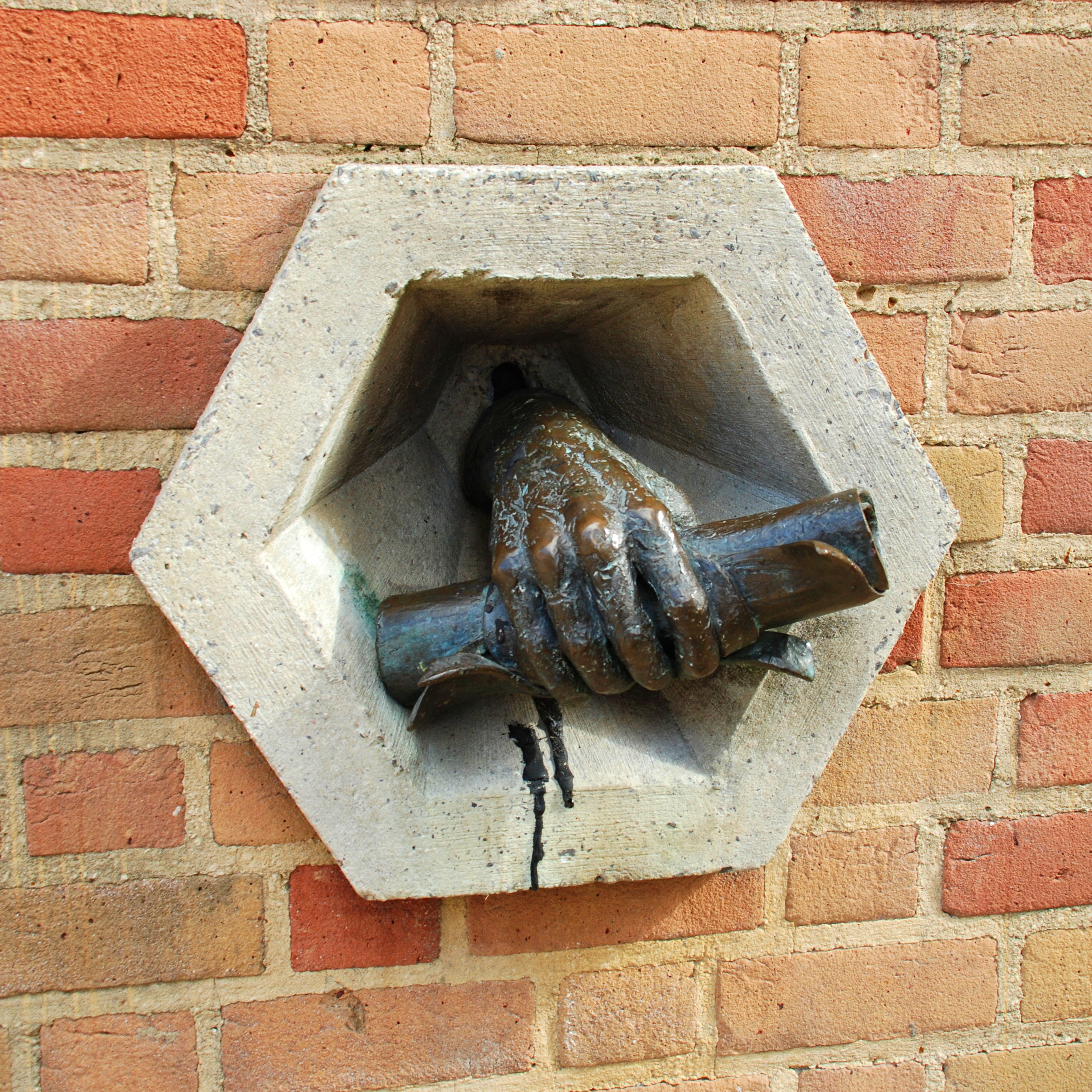
La main au diploma (1995)
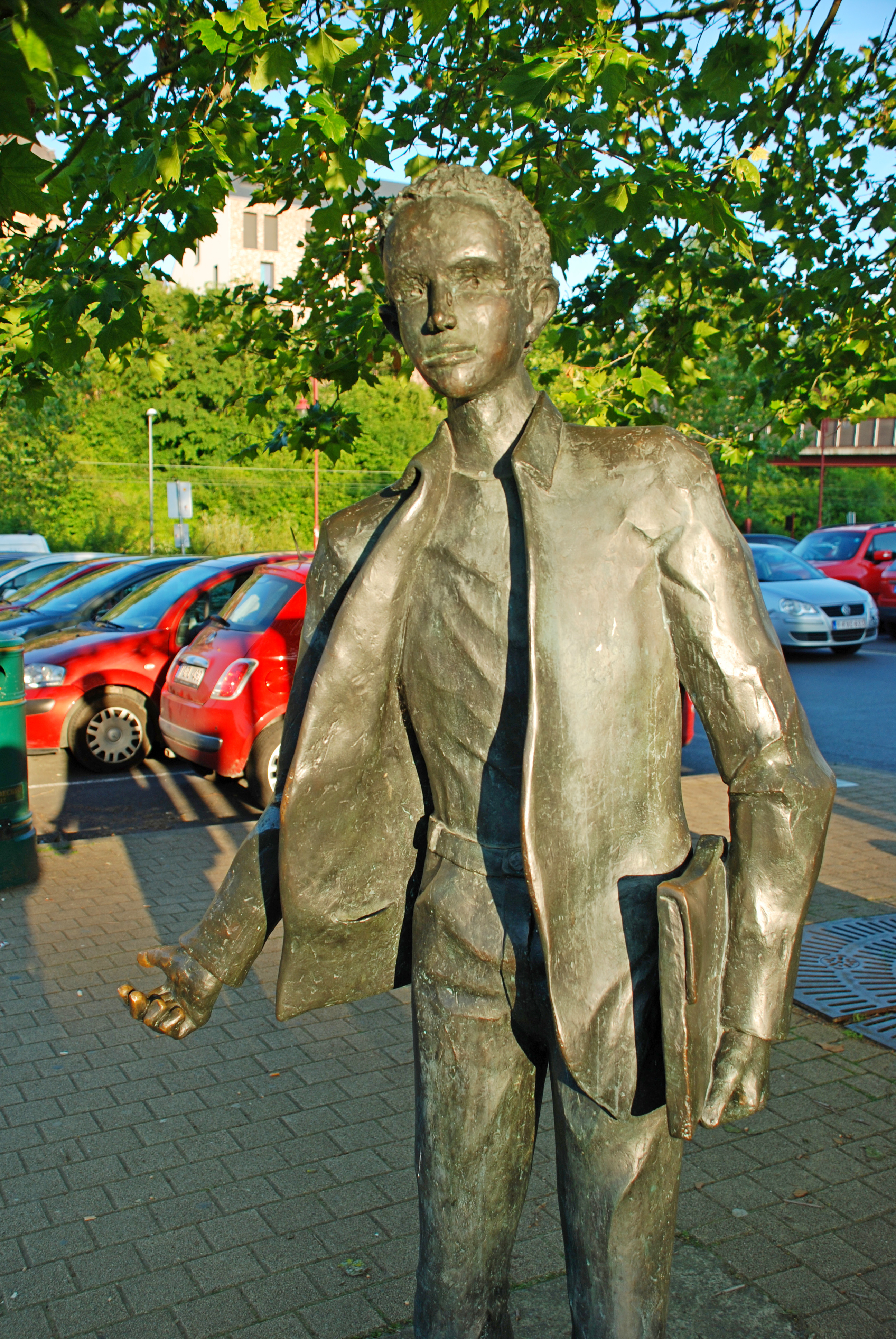
L’autostoppeur (1999)